# Ava (Missouri)
Ava város az USA Missouri államában, Douglas megye megyeszékhelye. Lakosainak száma 2894 fő (2020. április 1.).

## Népesség
A település népességének változása:

| 2010 | 2 993 |
| 2020 | 2 894 |